# José Expósito Leiva
José Expósito Leiva (Úbeda, España, 4 de enero de 1918-Caracas, Venezuela, 26 de agosto de 1978) fue un periodista y anarcosindicalista español. 

## Biografía
Durante la Guerra Civil se afilió a la Federación Ibérica de Juventudes Libertarias, de la que fue secretario de propaganda en 1937 y redactor de su periódico, Juventud Libre. El fin del conflicto le sorprendió en el puerto de Alicante, donde fue hecho prisionero por las tropas franquistas e internado en el castillo de Santa Bárbara. Trasladado a Madrid, el 24 de enero de 1940 fue condenado a muerte en procedimiento sumarísimo por un consejo de guerra, pero su sentencia fue conmutada a 30 años de prisión a causa de su juventud. En septiembre de 1943 fue puesto en libertad condicional, aprovechando para integrarse en la lucha antifranquista clandestina dentro de la Confederación Nacional del Trabajo (CNT) y la Alianza Nacional de Fuerzas Democráticas.
En julio de 1940 asistió al pleno de la CNT en San Fernando, Cádiz, en el que fue nombrado secretario general de la organización Sigfrido Catalá Tineo. Cuando éste fue arrestado en diciembre de 1945, se convocó un nuevo comité nacional en el que José Expósito fue nombrado secretario del Comité Nacional acompañado de Ramón Rufat Llop (vicesecretario), Antonio Barranco Hanglin (delegado de Levante), José Piñeiro Zambrano (delegado de Andalucía), Manuel Vicario (delegado del Centro), Gonzalo Atienza (delegado de Cataluña) y Mariano Trapero Pozas (delegado de las Juventudes Libertarias).
Hacia septiembre de 1945 pasó a Francia y luego a México, donde se integró en el Gobierno republicano en el exilio presidido por José Giral hasta 1947. Su participación en el gobierno fue uno de los motivos de la escisión del movimiento libertario en el Congreso de 1945. Su cargo fue mientras tanto ocupado por César Broto Villegas. Partidario de la participación de los anarquistas en el Gobierno republicano, en 1946 firmó un manifiesto en favor de la convocatoria de un plebiscito en España, y en 1948 se mostró partidario de convertir el Movimiento Libertario Español en un partido político. En 1949 se estableció en Venezuela, donde fue marginado de la CNT en 1961 por su postura partidaria de la implicación en la política. Trabajó como corresponsal de la Agence France-Presse y continuó colaborando con la prensa libertaria hasta su fallecimiento.

## Obras
- Hora Durruti. Conferencias pronunciadas ante el micrófono de Unión Radio (1938).
- En nombre de Dios, de España y de Franco. Memorias de un condenado a muerte (1948).